# 犬新異鱂
犬新異鱂，為輻鰭魚綱鯉齒目鯉齒亞目花鳉科的其中一種，分布於中美洲巴拿馬的淡水流域，體長可達2.5公分，屬肉食性，生活習性不明。

## 擴展閱讀
維基物種上的相關：犬新異鱂